# 月天蛾属
月天蛾属（学名：Parum）为蚕蛾科的一个属。

## 下属物种
本属包括以下物种：
- 构月天蛾 Parum colligata Walker, 1856
- Parum porphyria Butler, 1876